# Libaros
Libaros [libaʁɔs] est une commune française située dans le nord-est du département des Hautes-Pyrénées, en région Occitanie. Sur le plan historique et culturel, la commune est dans la région gasconne de Magnoac, située sur le plateau de Lannemezan, qui reprend une partie de l’ancien Nébouzan, qui possédait plusieurs enclaves au cœur de la province de Comminges et a évolué dans ses frontières jusqu’à plus ou moins disparaitre.
Exposée à un climat océanique altéré, elle est drainée par la Baisole, le ruisseau de Lautan, le ruisseau du Léoup et par divers autres petits cours d'eau. La commune possède un patrimoine naturel remarquable : un site Natura 2000 (« Puydarrieux »), un espace protégé (la « retenue d'eau de Puydarrieux ») et une zone naturelle d'intérêt écologique, faunistique et floristique.
Libaros est une commune rurale qui compte 136 habitants en 2022, après avoir connu un pic de population de 523 habitants en 1846. Ses habitants sont appelés les Libarosais ou  Libarosaises.

## Géographie

### Localisation
La commune de Libaros se trouve dans le département des Hautes-Pyrénées, en région Occitanie.
Elle se situe à 26 km à vol d'oiseau de Tarbes, préfecture du département, à 29 km de Bagnères-de-Bigorre, sous-préfecture, et à 14 km de Tournay, bureau centralisateur du canton de la Vallée de l'Arros et des Baïses dont dépend la commune depuis 2015 pour les élections départementales.
La commune fait en outre partie du bassin de vie de Trie-sur-Baïse.
Les communes les plus proches sont : 
Sentous (1,6 km), Tournous-Devant (2,3 km), Puydarrieux (3,6 km), Campuzan (3,6 km), Bonnefont (3,7 km), Galan (3,9 km), Sabarros (4,1 km), Tournous-Darré (4,5 km).
Sur le plan historique et culturel, Libaros fait partie de la région gasconne de Magnoac, située sur le plateau de Lannemezan, qui reprend une partie de l’ancien Nébouzan, qui possédait plusieurs enclaves au cœur de la province de Comminges et a évolué dans ses frontières jusqu’à plus ou moins disparaitre.
Les communes limitrophes sont  Bonnefont, Campuzan, Galan, Montastruc, Puydarrieux, Sentous et Tournous-Devant.
| Sentous   | Puydarrieux | Campuzan        |
| Bonnefont | Libaros     | Tournous-Devant |
|           | Montastruc  | Galan           |

### Hydrographie
La Baïsole, affluent de rive gauche de la Baïse arrose la commune du sud au nord en traverse le village et forme une partie de la limite est avec les communes de Campuzan et de Tournous-Devant.

Le ruisseau de Lautan, affluent de rive gauche de la Baïsole, arrose la commune du sud au nord et forme une partie de la limite est avec les communes de Galan et de Tournous-Devant.

Le ruisseau de Cachi forme une partie de la limite nord avec la commune de Puydarrieux.

Le ruisseau du Boués, qui prend sa source dans la commune, affluent de rive gauche du ruisseau du Léoup, arrose le territoire en partie sud.

Le ruisseau du Léoup affluent de rive gauche de la Baïsole, traverse la commune et forme une partie de la limite ouest avec les communes de Bonnefont et Sentous.

### Climat
Le climat est tempéré de type océanique en raison de l'influence proche de l'océan Atlantique situé à peu près 150 km plus à l'ouest. La proximité des Pyrénées fait que la commune profite d'un effet de foehn, il peut aussi y neiger en hiver, même si cela reste inhabituel.
| Mois                              | jan.  | fév.  | mars  | avril | mai   | juin  | jui.  | août  | sep.  | oct.  | nov.  | déc.  | année   |
| --------------------------------- | ----- | ----- | ----- | ----- | ----- | ----- | ----- | ----- | ----- | ----- | ----- | ----- | ------- |
| Température minimale moyenne (°C) | 1     | 2     | 4     | 6     | 9     | 13    | 15    | 15    | 12    | 9     | 4     | 2     | 7,7     |
| Température moyenne (°C)          | 5,2   | 5,6   | 8,4   | 10,1  | 13,8  | 17,8  | 18,6  | 18,8  | 16,4  | 13,5  | 7,5   | 5,5   | 11,8    |
| Température maximale moyenne (°C) | 10    | 11    | 14    | 15    | 19    | 22    | 25    | 25    | 23    | 19    | 14    | 11    | 17,3    |
| Ensoleillement (h)                | 108,8 | 118,8 | 155,6 | 157,2 | 181,3 | 191,5 | 215,5 | 196,4 | 194,5 | 164,4 | 124,4 | 104,4 | 1 912,8 |
| Précipitations (mm)               | 98,6  | 63,3  | 99    | 108,2 | 137   | 87,1  | 72,6  | 70,5  | 69,5  | 81,9  | 101,4 | 97,4  | 1 086   |

### Milieux naturels et biodiversité

#### Espaces protégés
La protection réglementaire est le mode d’intervention le plus fort pour préserver des espaces naturels remarquables et leur biodiversité associée,.
Dans ce cadre, la commune fait partie.
Un  espace protégé se trouve pour une petite partie dans la commune : 
la « retenue d'eau de Puydarrieux », objet d'un arrêté de protection de biotope, d'une superficie de 268,10 ha.

#### Réseau Natura 2000

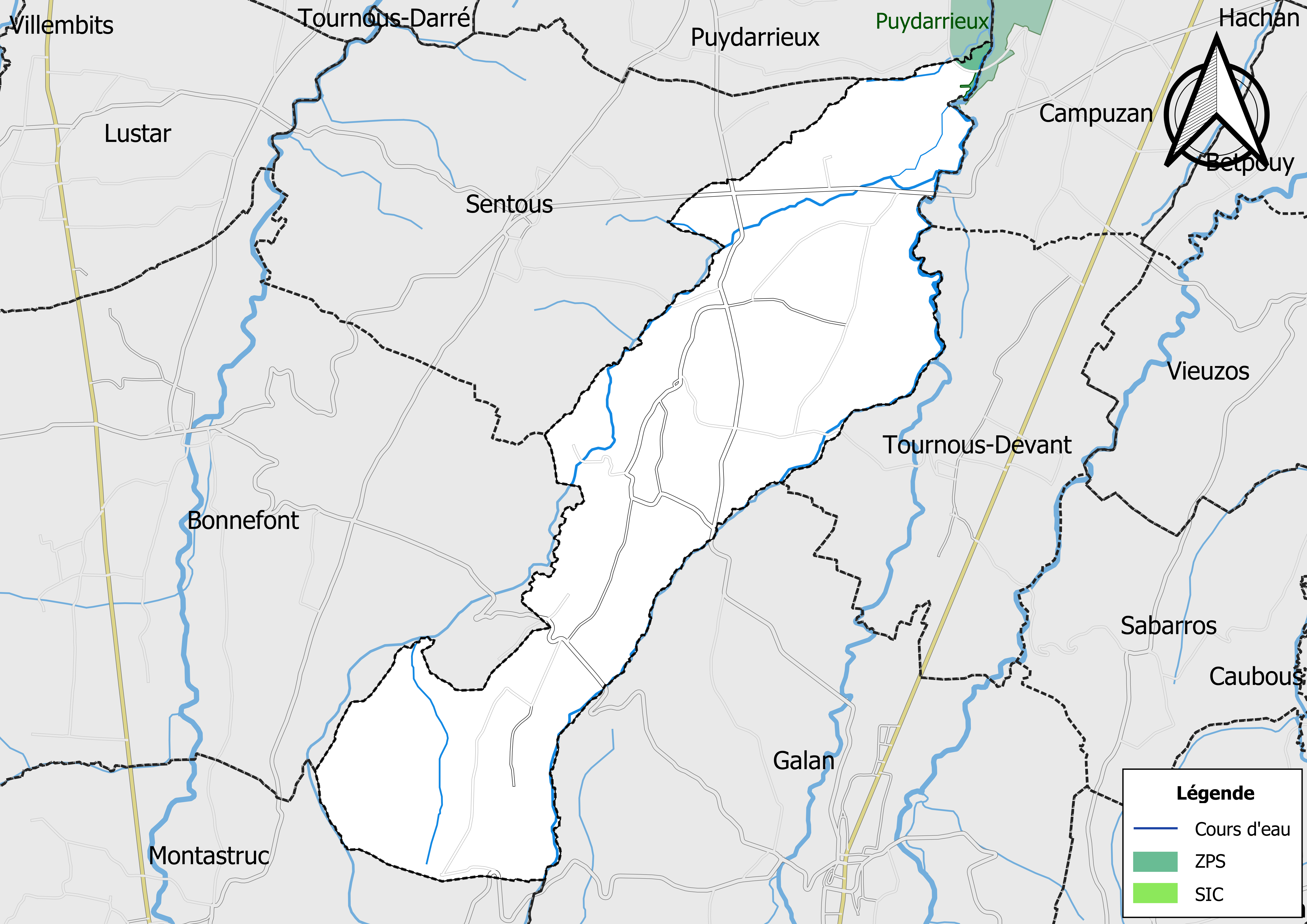
Sites Natura 2000 sur le territoire communal.

Le réseau Natura 2000 est un réseau écologique européen de sites naturels d'intérêt écologique élaboré à partir des directives habitats et oiseaux, constitué de zones spéciales de conservation (ZSC) et de zones de protection spéciale (ZPS).
Un site Natura 2000 a été défini dans la commune au titre  de la directive oiseaux : 0, d'une superficie de 256 ha, une retenue artificielle, créée en 1987 pour l'irrigation des terres agricoles qui constitue l'un des principaux sites pour la migration et l'hivernage des oiseaux d'eau en ex-Midi-Pyrénées.

#### Zones naturelles d'intérêt écologique, faunistique et floristique

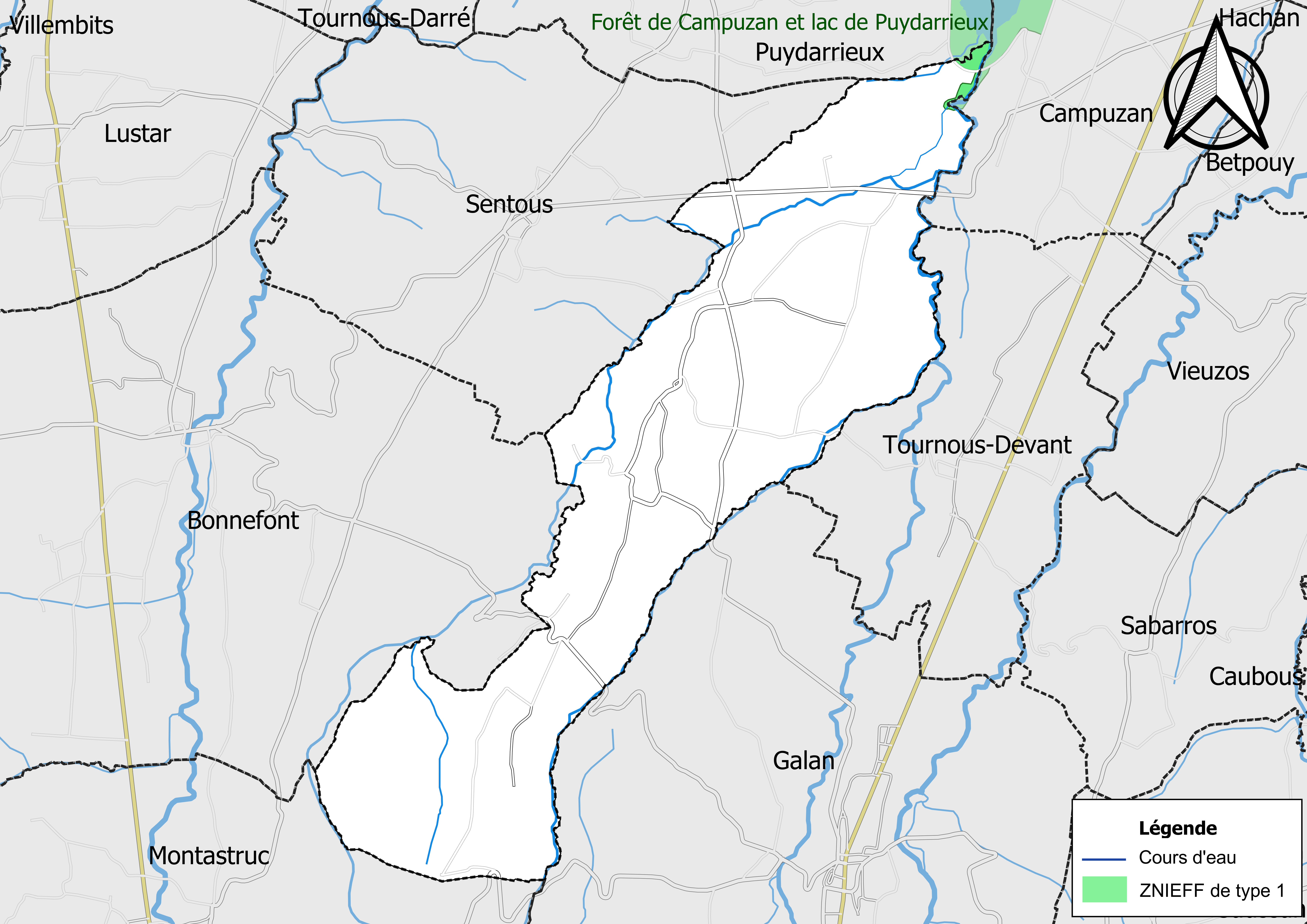
Carte de la ZNIEFF de type 1 située dans la commune.

L’inventaire des zones naturelles d'intérêt écologique, faunistique et floristique (ZNIEFF) a pour objectif de réaliser une couverture des zones les plus intéressantes sur le plan écologique, essentiellement dans la perspective d’améliorer la connaissance du patrimoine naturel national et de fournir aux différents décideurs un outil d’aide à la prise en compte de l’environnement dans l’aménagement du territoire.
Une ZNIEFF de type 1 est recensée dans la commune :
la « forêt de Campuzan et lac de Puydarrieux » (759 ha), couvrant 6 communes du département.

## Urbanisme

### Typologie
Au 1er janvier 2024, Libaros est catégorisée commune rurale à habitat très dispersé, selon la nouvelle grille communale de densité à sept niveaux définie par l'Insee en 2022.
Elle est située hors unité urbaine et hors attraction des villes,.

### Occupation des sols
L'occupation des sols de la commune, telle qu'elle ressort de la base de données européenne d’occupation biophysique des sols Corine Land Cover (CLC), est marquée par l'importance des territoires agricoles (80,9 % en 2018), une proportion sensiblement équivalente à celle de 1990 (80,7 %). La répartition détaillée en 2018 est la suivante : 
terres arables (48,4 %), zones agricoles hétérogènes (32,5 %), forêts (18,8 %), eaux continentales (0,4 %).
L'IGN met par ailleurs à disposition un outil en ligne permettant de comparer l’évolution dans le temps de l’occupation des sols de la commune (ou de territoires à des échelles différentes). Plusieurs époques sont accessibles sous forme de cartes ou photos aériennes : la carte de Cassini (XVIIIe siècle), la carte d'état-major (1820-1866) et la période actuelle (1950 à aujourd'hui).

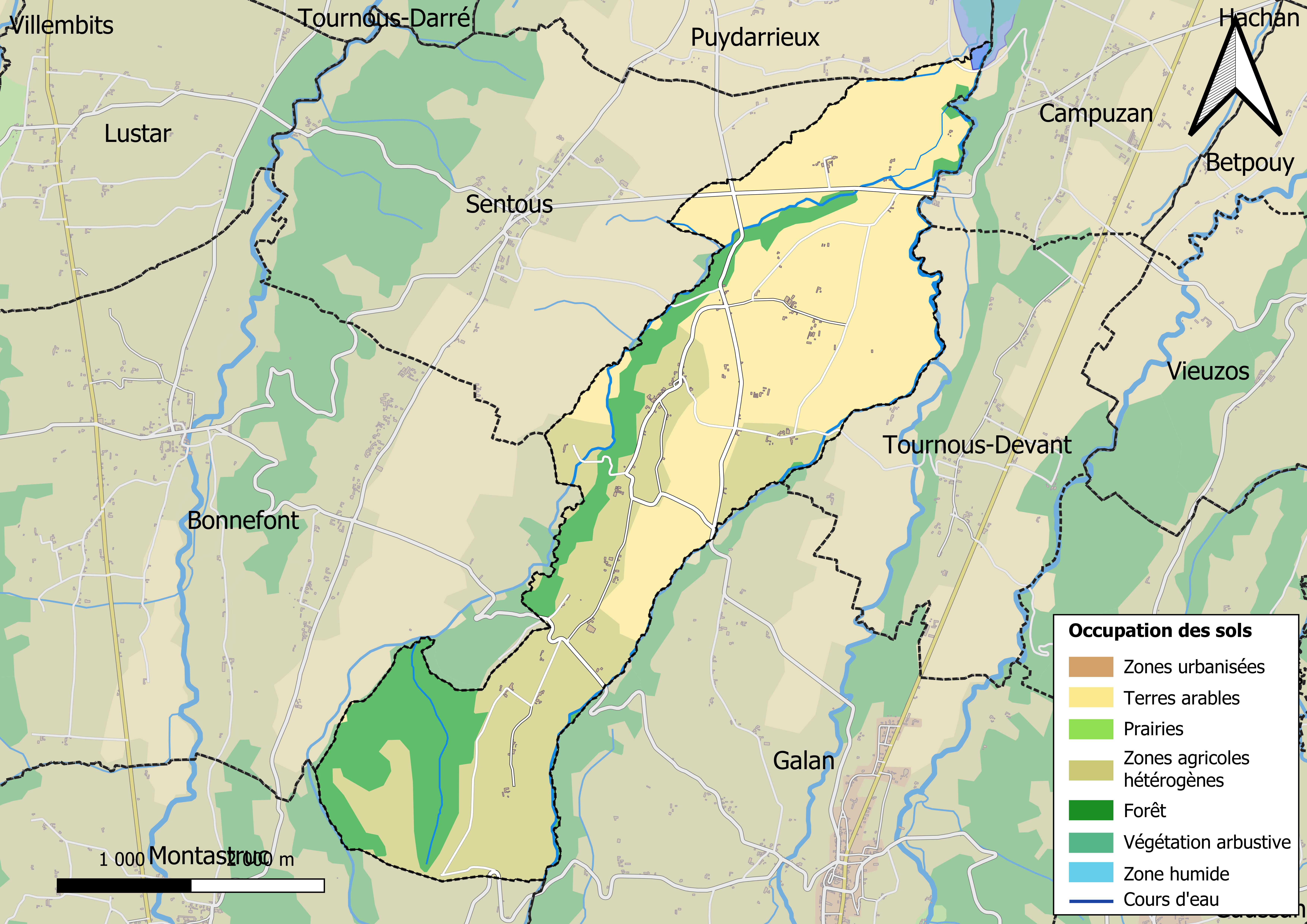
Carte des infrastructures et de l'occupation des sols en 2018 (CLC) de la commune.
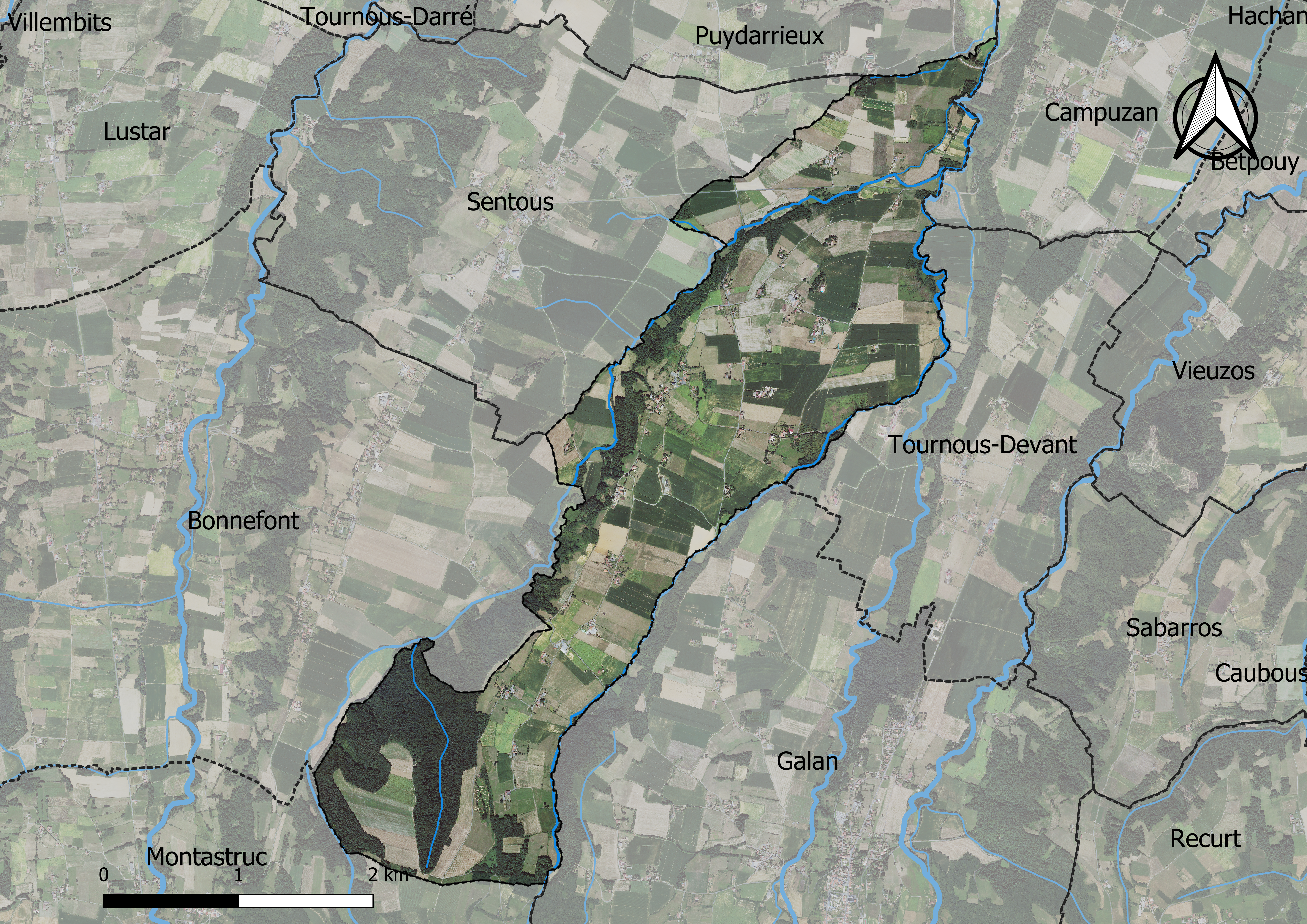
Carte orthophotogrammétrique de la commune.

### Logement
En 2012, le nombre total de logements dans la commune est de 74.

Parmi ces logements, 79.7   % sont des résidences principales, 8.9  % des résidences secondaires et 11.4   % des logements vacants.

### Voies de communication et transports
Cette commune est desservie par la route départementale D 939 et par la route départementale D 21.

### Risques majeurs
Le territoire de la commune de Libaros est vulnérable à différents aléas naturels : météorologiques (tempête, orage, neige, grand froid, canicule ou sécheresse), inondations, mouvements de terrains et séisme (sismicité modérée). Un site publié par le BRGM permet d'évaluer simplement et rapidement les risques d'un bien localisé soit par son adresse soit par le numéro de sa parcelle.
Certaines parties du territoire communal sont susceptibles d’être affectées par le risque d’inondation par débordement de cours d'eau, notamment la Baisole. La cartographie des zones inondables en ex-Midi-Pyrénées réalisée dans le cadre du XIe Contrat de plan État-région, visant à informer les citoyens et les décideurs sur le risque d’inondation, est accessible sur le site de la DREAL Occitanie. La commune a été reconnue en état de catastrophe naturelle au titre des dommages causés par les inondations et coulées de boue survenues en 1982, 1999, 2000 et 2009,.
Libaros est exposée au risque de feu de forêt. Un plan départemental de protection des forêts contre les incendies a été approuvé par arrêté préfectoral le 21 avril 2020 pour la période 2020-2029. Le précédent couvrait la période 2007-2017. L’emploi du feu est régi par deux types de réglementations. D’abord le code forestier et l’arrêté préfectoral du 27 octobre 2014, qui réglementent l’emploi du feu à moins de 200 m des espaces naturels combustibles sur l’ensemble du département. Ensuite celle établie dans le cadre de la lutte contre la pollution de l’air, qui interdit le brûlage des déchets verts des particuliers. L’écobuage est quant à lui réglementé dans le cadre de commissions locales d’écobuage (CLE)

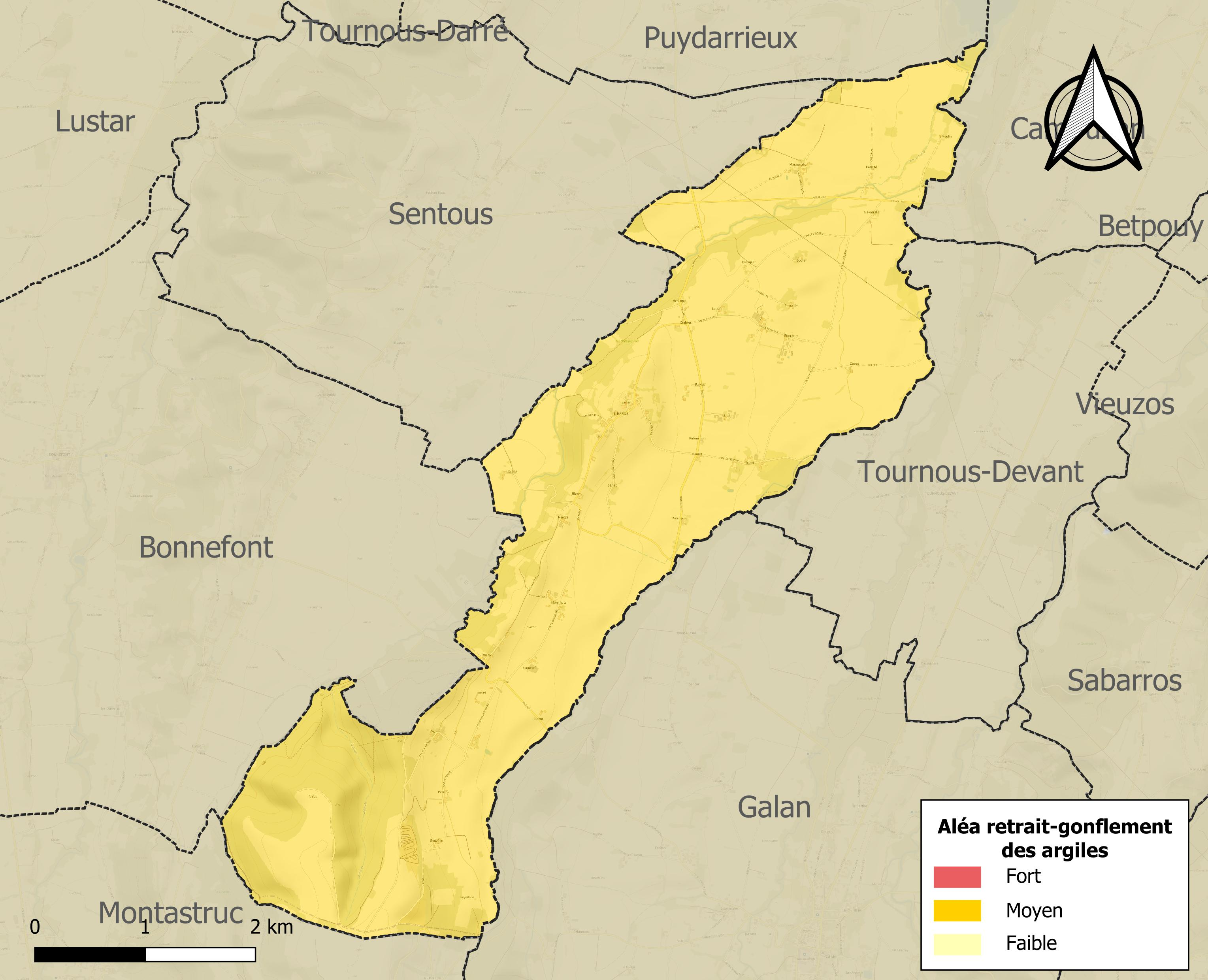
Carte des zones d'aléa retrait-gonflement des sols argileux de Libaros.

Les mouvements de terrains susceptibles de se produire dans la commune sont des tassements différentiels.
Le retrait-gonflement des sols argileux est susceptible d'engendrer des dommages importants aux bâtiments en cas d’alternance de périodes de sécheresse et de pluie. La totalité de la commune est en aléa moyen ou fort (44,5 % au niveau départemental et 48,5 % au niveau national). Sur les 78 bâtiments dénombrés dans la commune en 2019, 78 sont en aléa moyen ou fort, soit 100 %, à comparer aux 75 % au niveau départemental et 54 % au niveau national. Une cartographie de l'exposition du territoire national au retrait gonflement des sols argileux est disponible sur le site du BRGM,.
Par ailleurs, afin de mieux appréhender le risque d’affaissement de terrain, l'inventaire national des cavités souterraines permet de localiser celles situées dans la commune.
Concernant les mouvements de terrains, la commune a été reconnue en état de catastrophe naturelle au titre des dommages causés par la sécheresse en 1989 et par des mouvements de terrain en 1999.

## Toponymie

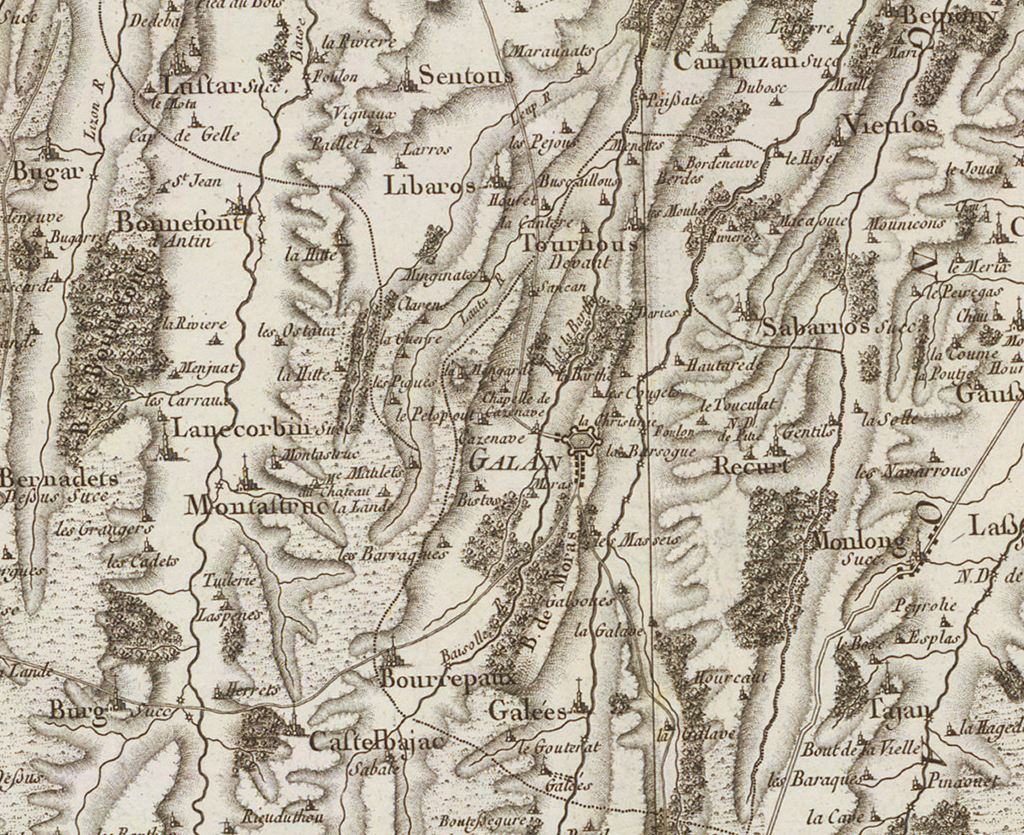
Extrait de la carte de Cassini (entre 1756 et 1789) situant Libaros au nord de Galan

On trouvera les principales informations dans le Dictionnaire toponymique des communes des Hautes Pyrénées de Michel Grosclaude et Jean-François Le Nail qui rapporte les dénominations historiques du village :
Dénominations historiques :
- de Livaressio, latin (1383-1384, procuration Auch) ;
- de Livarossio, latin (1405, décime d'Auch ; XVe siècle, taxes Auch) ;
- de Livarios, (ibid.) ;
- Libaros, (fin XVIIIe siècle, carte de Cassini).

Étymologie : du nom de personnage latin Liparus et suffixe aquitain ossum (= domaine de Liparus).
Nom occitan : Libaròs.

## Histoire

### Cadastre napoléonien de Libaros
Le plan cadastral napoléonien de Libaros est consultable sur le site des archives départementales des Hautes-Pyrénées.

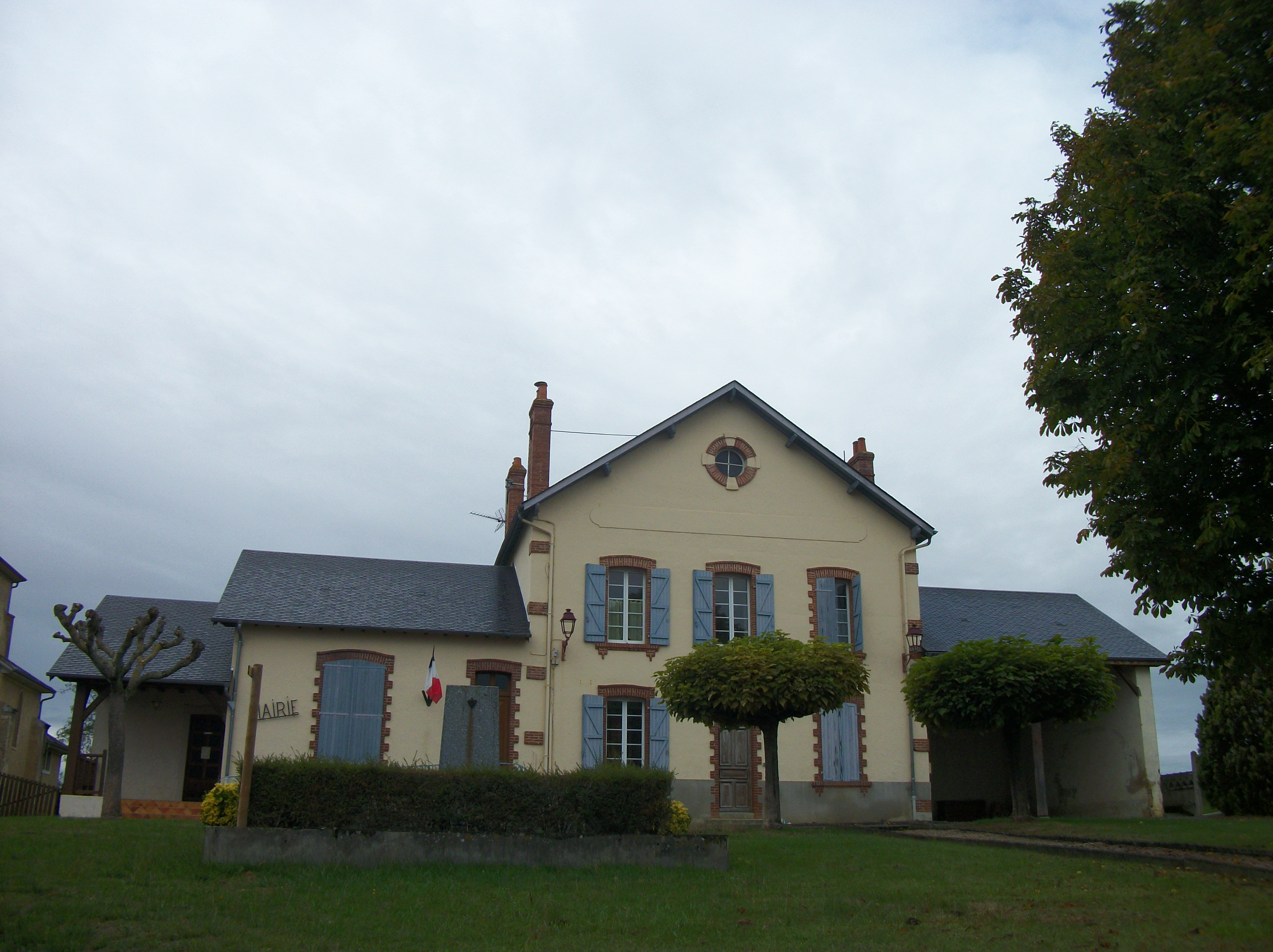
La mairie

## Politique et administration

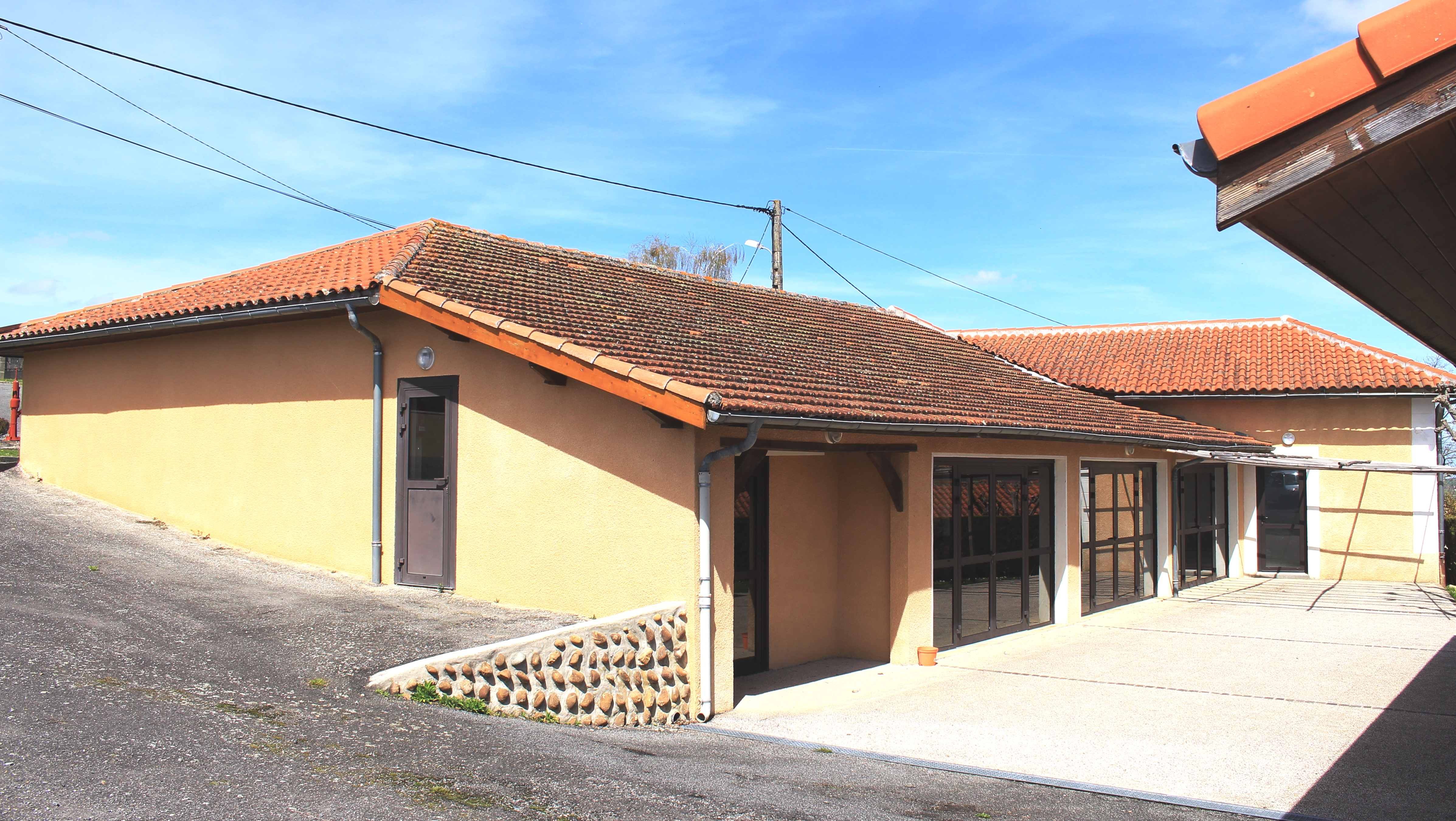
Le foyer rural en 2016

### Liste des maires
| Période                                  | Période   | Identité           | Étiquette | Qualité |
| ---------------------------------------- | --------- | ------------------ | --------- | ------- |
| Les données manquantes sont à compléter. |           |                    |           |         |
|                                          |           |                    |           |         |
| mars 1995                                | mars 2008 | Gabriel Ricaud     |           |         |
| mars 2008                                | En cours  | Dominique Demimuid |           |         |

### Rattachements administratifs et électoraux

#### Historique administratif
Sénéchaussée de Toulouse, élection d'Astarac, baronnie de Barbazan, canton de Galan (depuis 1790).

#### Intercommunalité
Libaros appartient à la communauté de communes du Plateau de Lannemezan Neste-Baronnies-Baïses créée en janvier 2017 et qui réunit 57 communes.

## Population et société

### Démographie

#### Évolution démographique
| 1793 | 1800 | 1806 | 1821 | 1831 | 1836 | 1841 | 1846 | 1851 |
| ---- | ---- | ---- | ---- | ---- | ---- | ---- | ---- | ---- |
| 335  | 311  | 303  | 321  | 409  | 451  | 447  | 523  | 506  |

| 1856 | 1861 | 1866 | 1876 | 1881 | 1886 | 1891 | 1896 | 1901 |
| ---- | ---- | ---- | ---- | ---- | ---- | ---- | ---- | ---- |
| 504  | 479  | 433  | 400  | 403  | 393  | 326  | 330  | 353  |

| 1906 | 1911 | 1921 | 1926 | 1931 | 1936 | 1946 | 1954 | 1962 |
| ---- | ---- | ---- | ---- | ---- | ---- | ---- | ---- | ---- |
| 321  | 321  | 298  | 269  | 248  | 260  | 224  | 212  | 221  |

| 1968 | 1975 | 1982 | 1990 | 1999 | 2006 | 2008 | 2013 | 2018 |
| ---- | ---- | ---- | ---- | ---- | ---- | ---- | ---- | ---- |
| 193  | 176  | 168  | 173  | 158  | 151  | 149  | 137  | 137  |

| 2022 | - | - | - | - | - | - | - | - |
| ---- | - | - | - | - | - | - | - | - |
| 136  | - | - | - | - | - | - | - | - |

### Enseignement
La commune dépend de l'académie de Toulouse. Elle ne dispose plus d'école en 2016.

## Économie

### Emploi
|                | 2008  | 2013  | 2018  |
| -------------- | ----- | ----- | ----- |
| Commune        | 1,1 % | 4,6 % | 7,1 % |
| Département    | 7,7 % | 9,4 % | 9,8 % |
| France entière | 8,3 % | 10 %  | 10 %  |

En 2018, la population âgée de 15 à 64 ans s'élève à 85 personnes, parmi lesquelles on compte 70,6 % d'actifs (63,5 % ayant un emploi et 7,1 % de chômeurs) et 29,4 % d'inactifs,. Depuis 2008, le taux de chômage communal (au sens du recensement) des 15-64 ans est inférieur à celui de la France et du département.
La commune est hors attraction des villes,. Elle compte 25 emplois en 2018, contre 22 en 2013 et 22 en 2008. Le nombre d'actifs ayant un emploi résidant dans la commune est de 56, soit un indicateur de concentration d'emploi de 44,6 % et un taux d'activité parmi les 15 ans ou plus de 51,7 %.
Sur ces 56 actifs de 15 ans ou plus ayant un emploi, 24 travaillent dans la commune, soit 43 % des habitants. Pour se rendre au travail, 69,6 % des habitants utilisent un véhicule personnel ou de fonction à quatre roues et 30,4 % n'ont pas besoin de transport (travail au domicile).

## Culture locale et patrimoine

### Lieux et monuments
- Église Saint-Martin de Libaros.

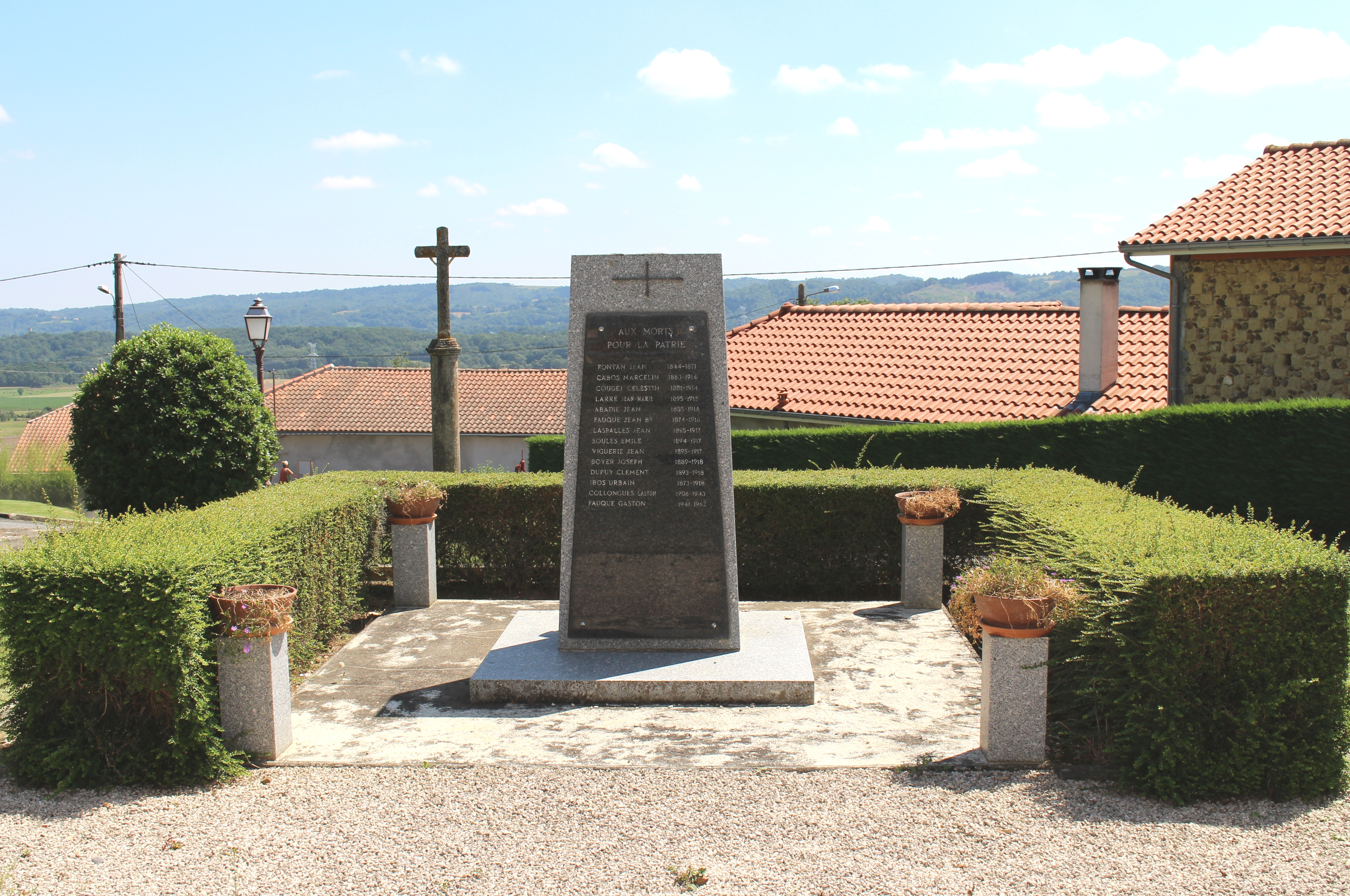
Le monument aux morts municipal.

La partie supérieure du portail est ornée de plusieurs croix pattées avec les mots en latin : « Venite Adoremus » signifiant en français « Venez adorer », entre ces deux mots est placé un chrisme.
À l'intérieur de la partie supérieure est écrit : « Par la charité publique, 1892, L'abbé Forasté ma faite ».
Sur le tympan est placé un vitrail représentant saint Martin donnant sa tunique à un pauvre.
- Croix monumentale de la crucifixion de Jésus

Sélection de vues des édifices religieux
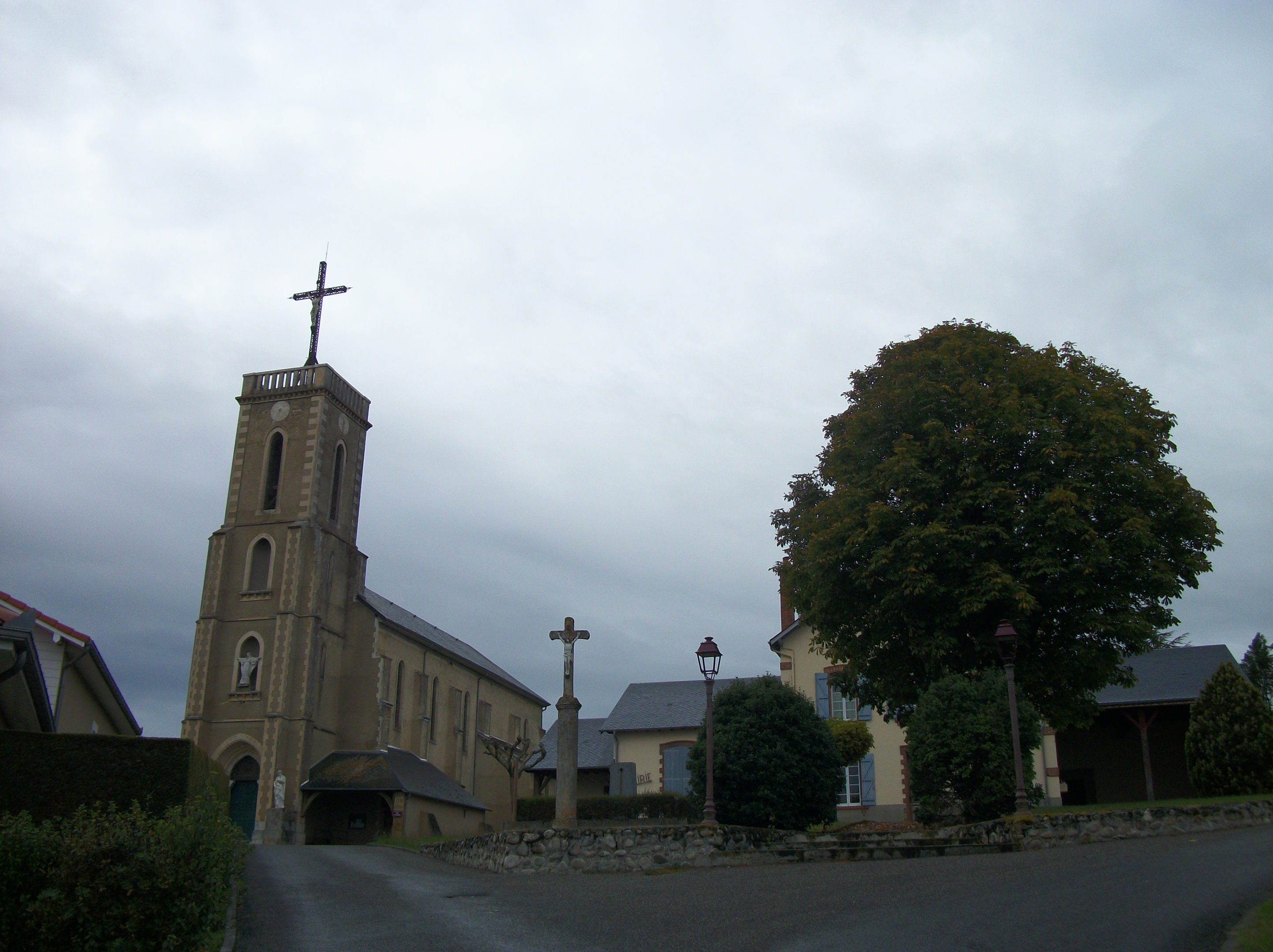
À droite, l'église, à gauche, la mairie, au centre, une croix monumentale de la crucifixion de Jésus
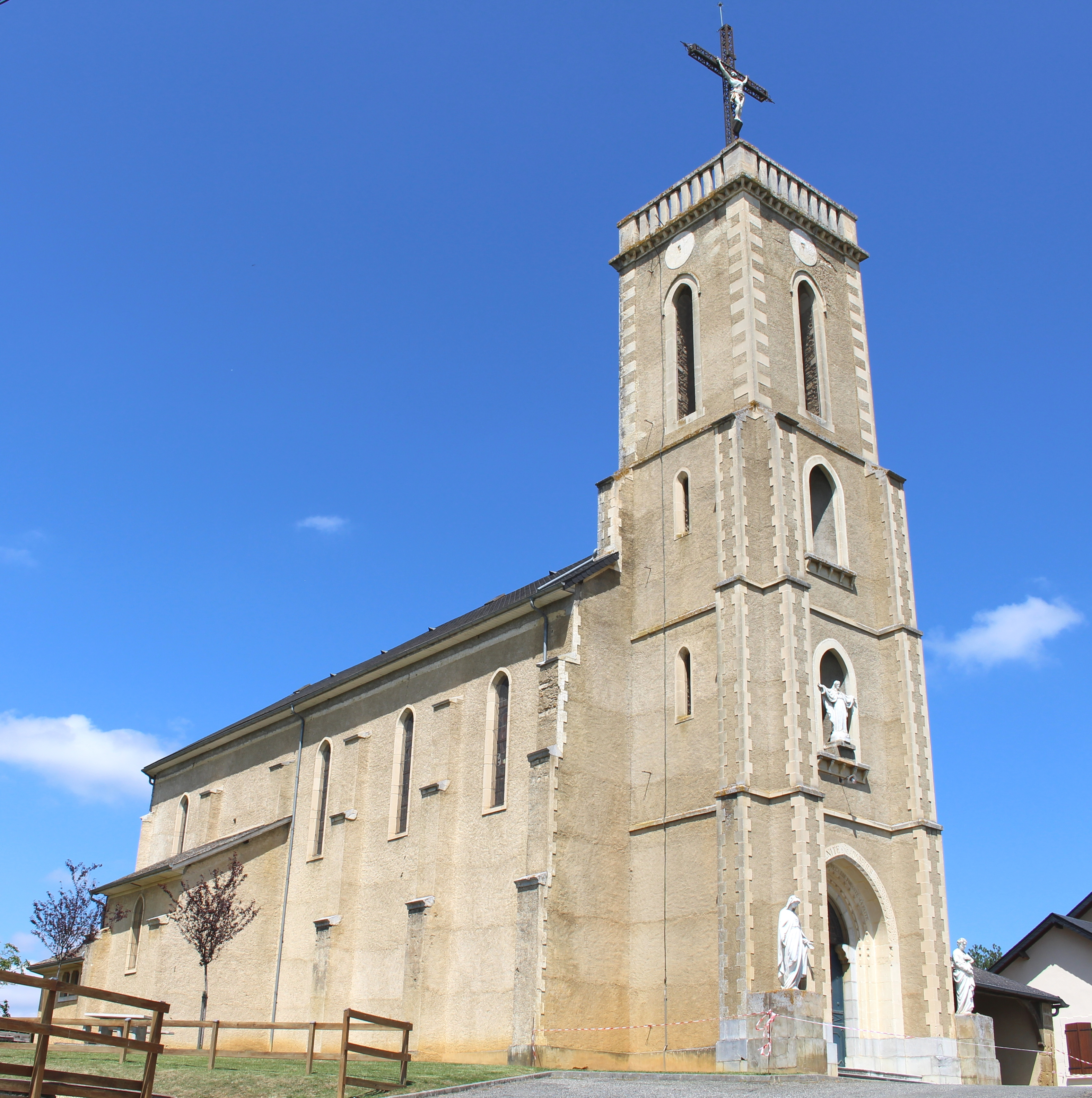
L'église Saint-Martin en 2016
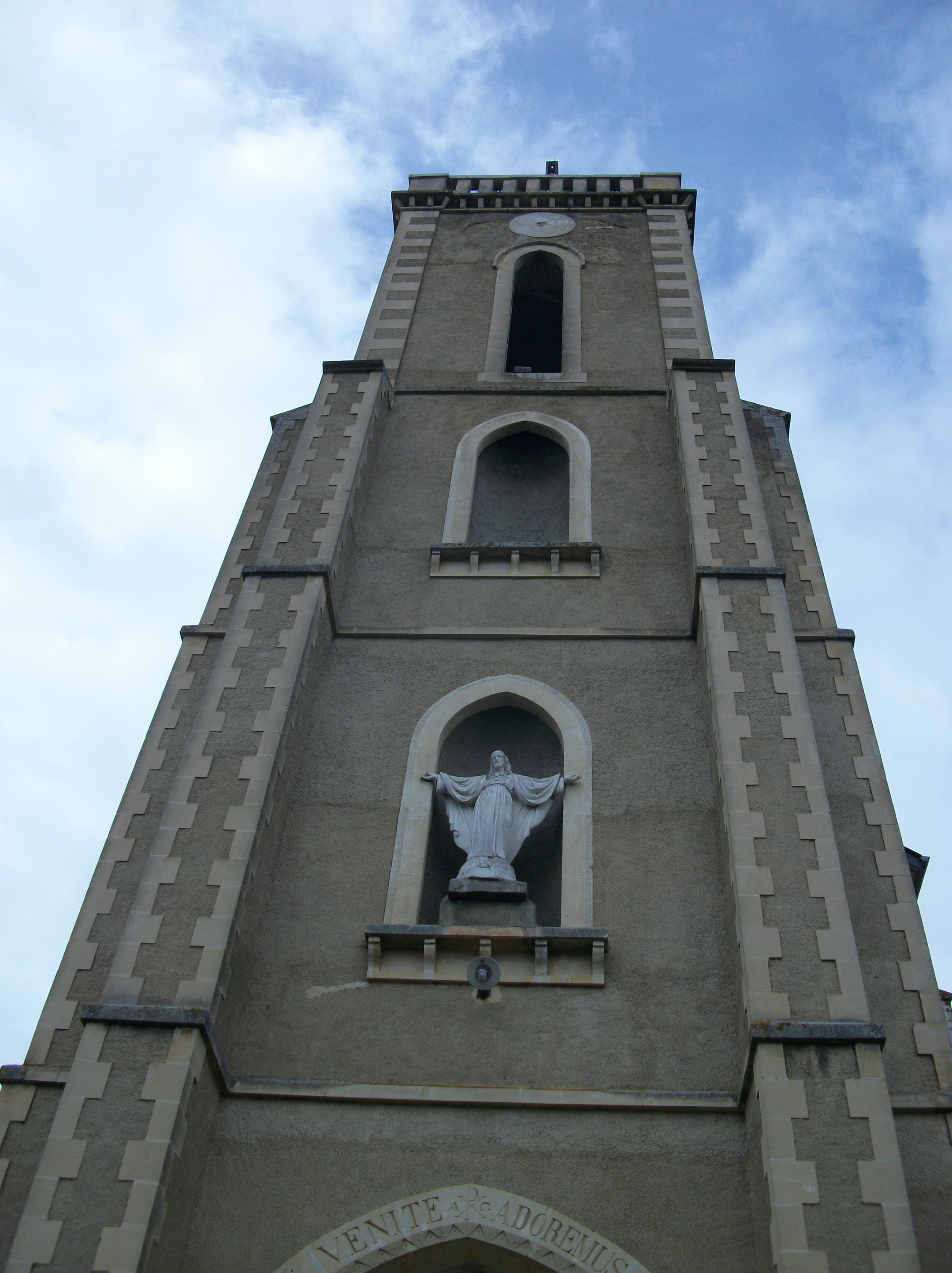
La tour clocher, au centre est placer une statue du Sacré-Cœur de Jésus
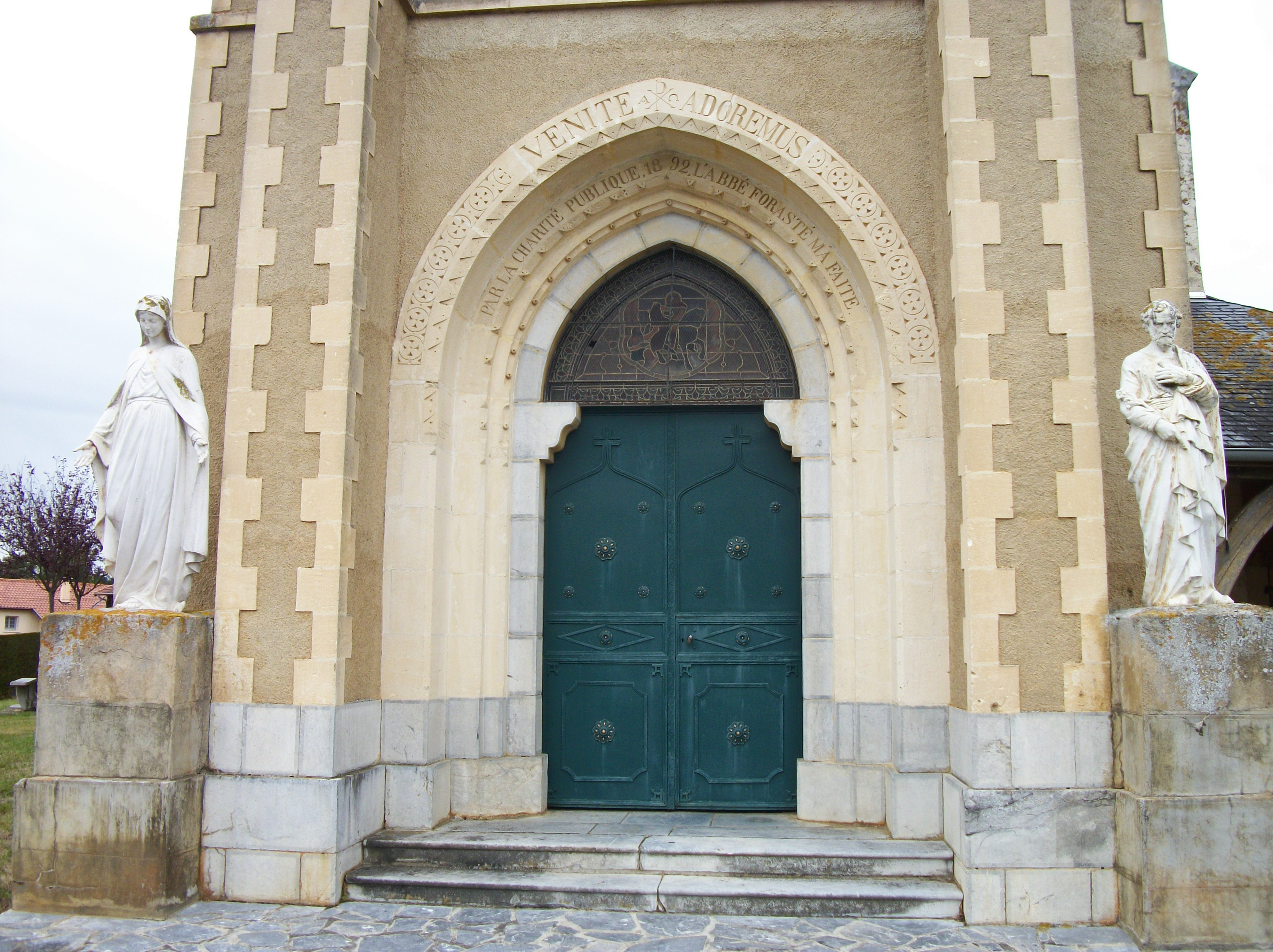
Le portail d'entrée avec de chaque côté une statue, à gauche, de l'Immaculée Conception, à droite, de saint Joseph

- Chapelle Saint-Roch.
- Lavoir.

Sélection de vues des équipements municipaux
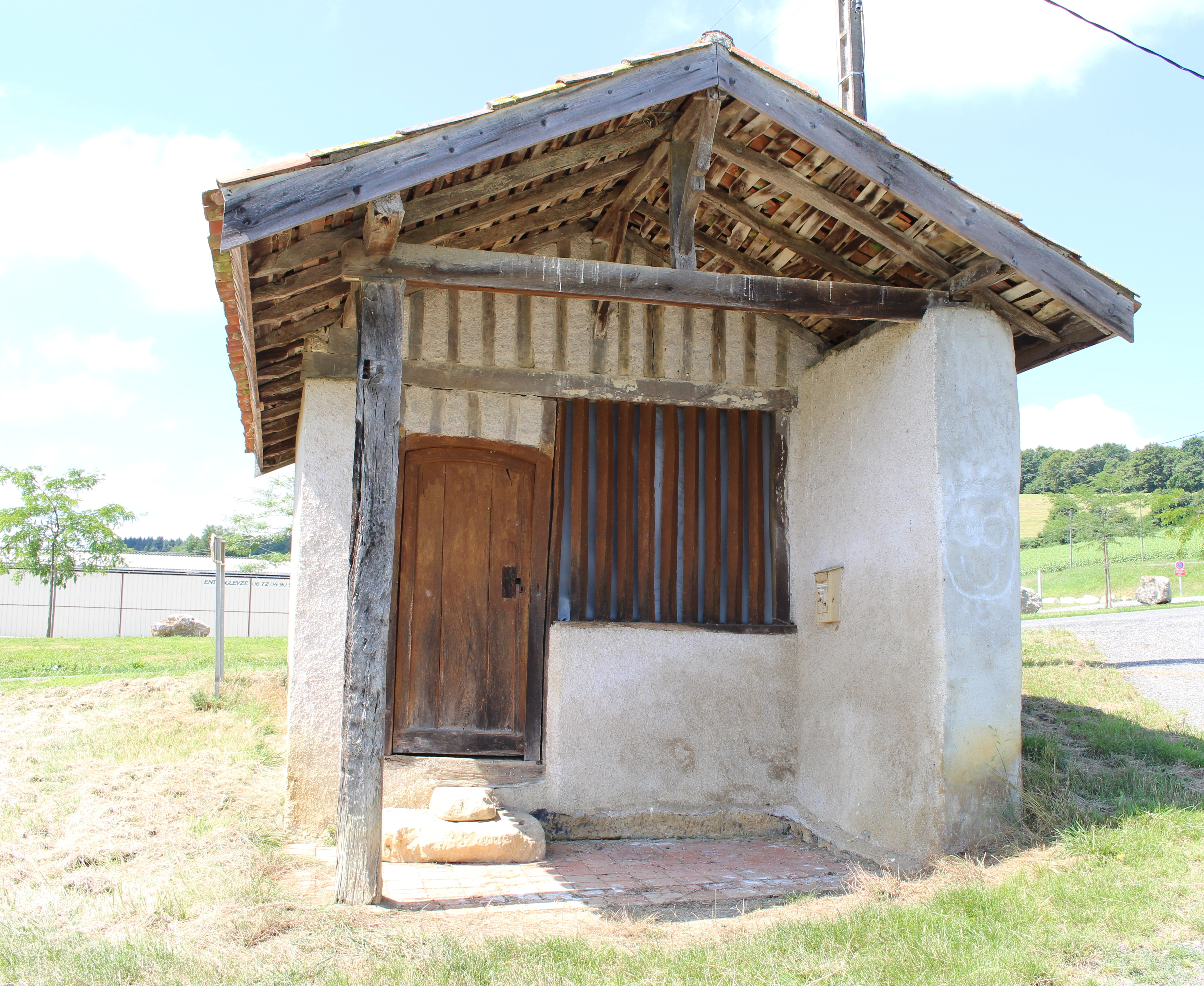
La chapelle Saint-Roch.
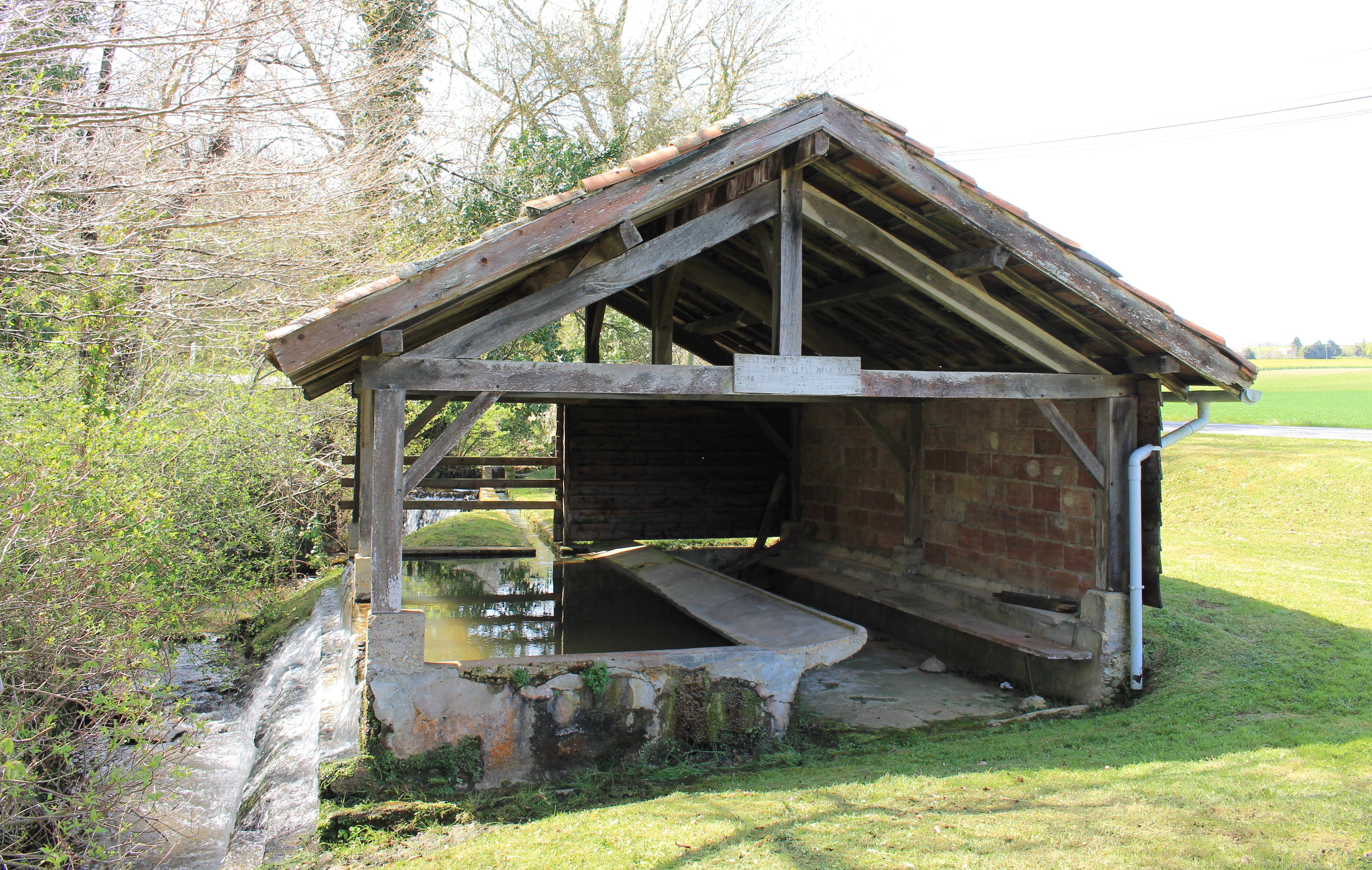
Le lavoir au ruisseau de Lautan en 2018.

### Personnalités liées à la commune
- F. Casse, curé de Libaros, attesté en septembre 1722 (certificat de catholicité délivré à Bertrand Dupuy fils de † Jean)
- Abbé Pierre Calvo, prêtre dans l'Aude, curé du village de 1962 à 1991, année de son décès. Né à Lourdes en 1923, ordonné au carmel de Montauban en 1948.

### Héraldique
| Blason | Blasonnement : D'azur au château de trois tours d'argent. |